# Cliff Simon

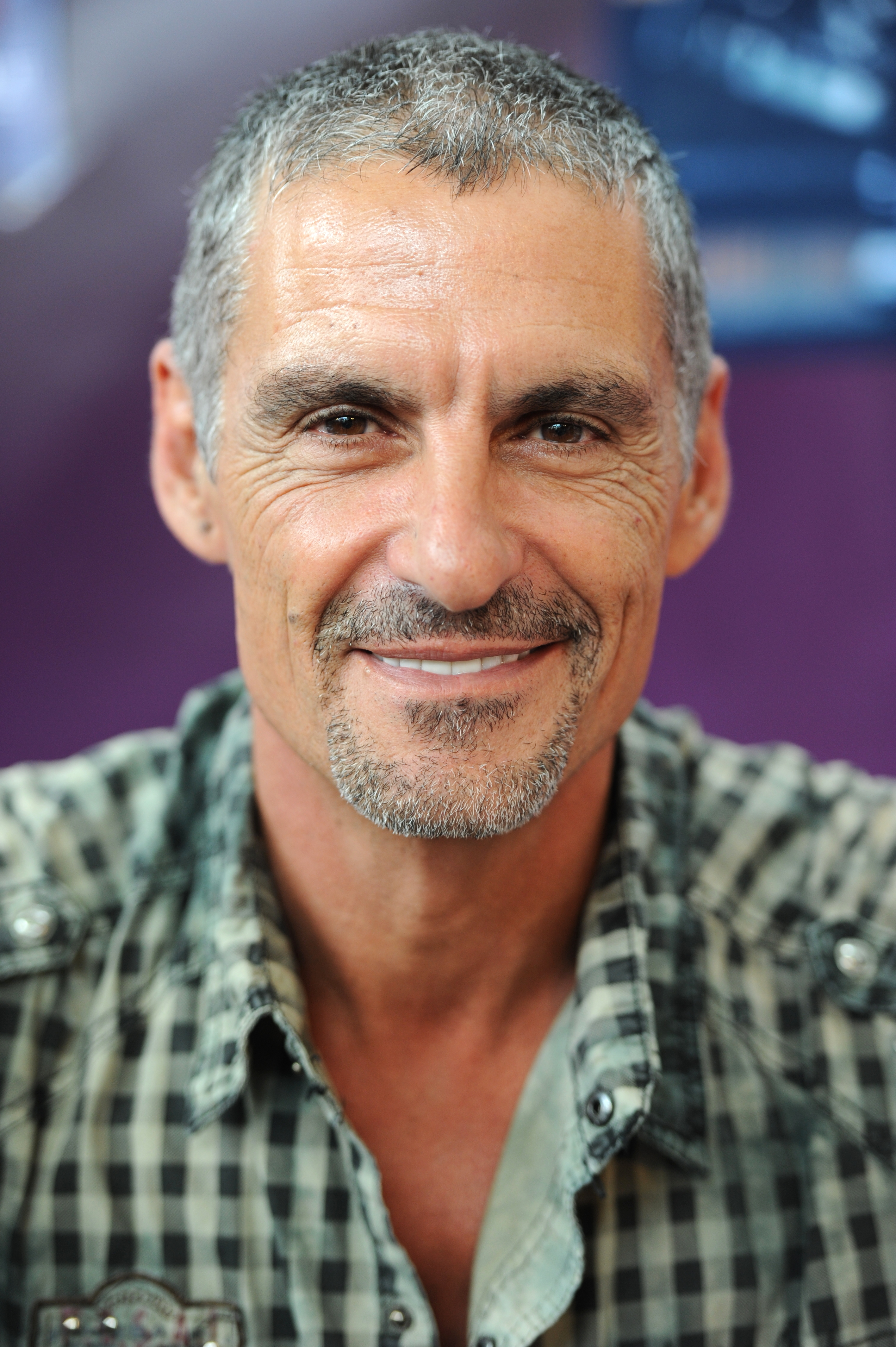
Cliff Simon (2012)

Cliff Simon (* 7. September 1962 in Johannesburg; † 9. März 2021 in Topanga, Kalifornien) war ein südafrikanischer Schauspieler.

## Leben
Simon war der einzige Sohn und das jüngste von vier Kindern von Emmanuelle und Phyllis Simon. In seiner Kindheit war er sowohl im Schwimmsport als auch im Kunstturnen erfolgreich. Um sich aber auf eine Sportart konzentrieren zu können, hat er sich in seiner Jugend für den Schwimmsport entschieden. Aufgrund von Tumulten in Südafrika emigrierten die Eltern ins Vereinigte Königreich. Simon qualifizierte sich für die Olympischen Sommerspiele in Los Angeles. Er nahm jedoch nicht teil und ging zurück nach Südafrika. Während seines Jobs in einem Resort wurde für eine Darbietung ein Turner gesucht. Hier begann seine Bühnenkarriere. Nach weiteren Stationen schaffte er es 1989 zu einer Rolle als Darsteller im Moulin Rouge. Zurück in Afrika gewann er 1992 bei einem Talentwettbewerb ein Casting bei der sehr erfolgreichen Fernsehserie Egoli: Place of Gold, wo er für sechs Jahre mitspielte. 1997 heiratete er seine langjährige Freundin Colette. Im Jahr 2000 entschloss er sich in die USA zu emigrieren. Einer größeren Öffentlichkeit wurde er durch die Rolle des zynischen außerirdischen „Gottes“ Ba'al in der Serie Stargate – Kommando SG-1 bekannt. 2008 war er in dieser Rolle auch in Stargate: Continuum zu sehen. Sein Schaffen für Film und Fernsehen umfasst rund zwei Dutzend Produktionen.
Cliff Simon starb am 9. März 2021 im kalifornischen Topanga infolge eines Unfalls beim Kitesurfen.

## Filmografie
- 1992–1999: Egoli: Place of Gold
- 1993: Tropical Heat (Fernsehserie, Folge 3x33)
- 2000: Operation Delta Force 5: Random Fire
- 2000: Nash Bridges (Fernsehserie, Folge 6x02)
- 2001–2007: Stargate – Kommando SG-1 (Stargate SG-1, 15 Folgen)
- 2008: Stargate: Continuum
- 2010: 24 (Fernsehserie, eine Folge)
- 2010: Undercovers (Fernsehserie, Folge 1x04)
- 2011: Navy CIS: L.A. (Fernsehserie, Folge 2x13)
- 2012: Zeit der Sehnsucht (Fernsehserie, 2 Folgen)
- 2013: Navy CIS (Fernsehserie, Folge 10x22)
- 2014: The Americans (Fernsehserie, 2 Folgen)
- 2014: Castle (Fernsehserie, Folge 7x04)
- 2014: Navy CIS: New Orleans (NCIS: New Orleans, Fernsehserie, Folge 1x03)
- 2016: Criminal Minds: Beyond Borders (Fernsehserie, Folge 1x10)
- 2017: Project Eden: Vol. I
- 2018: Personal Space (Fernsehserie, 4 Folgen)